# 厨蚁诱I
厨蚁诱I是一种有机化合物，分子式C13H25N，是一些蚂蚁的信息素，1973年鉴定了结构。